# هوسپوزین
هوسپوزین (به چکی: Hospozín) یک منطقهٔ مسکونی در جمهوری چک است که در شهرستان کلادنو واقع شده‌است.